# Kevin Neufeld
Kevin Neufeld (* 6. November 1960 in St. Catharines, Ontario; † 26. Februar 2022 in Victoria, British Columbia) war ein kanadischer Ruderer.
Neufelds erster großer internationaler Auftritt war bei den Weltmeisterschaften 1983, als er mit dem kanadischen Achter den achten Platz belegte. 1984 trat der kanadische Achter mit Blair Horn, Dean Crawford, Michael Evans, Paul Steele, Grant Main, Mark Evans, Kevin Neufeld, Patrick Turner und Steuermann Brian McMahon an. Bei den Olympischen Spielen 1984 belegten die Kanadier im ersten Vorlauf den zweiten Platz hinter den Neuseeländern und qualifizierten sich im Hoffnungslauf mit einem zweiten Platz hinter den Australiern für das Finale. Im Finale siegten die Kanadier mit vier Zehntelsekunden vor dem US-Achter, die Bronzemedaille gewannen mit zwei Sekunden Rückstand die Australier vor den Neuseeländern.
1985 belegte Neufeld zusammen mit T. Gibbon, Dean Crawford und Grant Main im Vierer ohne Steuermann den fünften Platz bei den Weltmeisterschaften. 1986 in Nottingham erreichten Patrick Turner, Paul Steele, Kevin Neufeld und Grant Main als Vierte das Ziel, nachdem die vier Kanadier vier Wochen zuvor bereits bei den Commonwealth Games 1986 in Edinburgh gewonnen hatten. 1987 kehrten die vier Ruderer zurück in den kanadischen Achter und belegten den fünften Platz bei den Weltmeisterschaften in Kopenhagen. Zum Abschluss seiner Karriere erreichte Neufeld mit dem kanadischen Achter das Olympiafinale 1988 und belegte in Seoul den sechsten Platz.
Nach den Spielen 1988 beendete der 1,86 m große Neufeld seine Karriere und schloss ein sozialwissenschaftliches Studium an der University of Victoria ab. Fortan war er im Vertrieb sowie in der Leistungsentwicklung tätig.
Durch den Olympiasieg 1984 wurde Neufeld und die gesamte Crew 1985 in die Hall of Fame von British Columbia Sports und 2003 in Canadian Olympic Hall of Fame aufgenommen.
Kevin Neufeld starb am 26. Februar 2022 im Alter von 61 Jahren an Krebs.